# Список нідерландськомовних кабаретистів
Нижче наведено список усіх нідерландськомовних виконавців кабаре та кабаре-компаній, які досі діють, припинили свою діяльність або вже померли та мають статтю в нідерландськомовній Вікіпедії. Особи, відомі під кількома іменами, можуть бути перераховані більше одного разу.
Зазвичай це стосується нідерландських та фламандських виконавців кабаре.

## А
- Саундос Ель Агмаді
- Томас Акда
- Ельван Акийлдиз
- Лео Алкемадед
- Наджиб Амгалі
- Кес ван Амстел
- Мілен д'Анжу
- Дженні Аран
- Даніель Арендс
- Тьюм Артс
- Джандіно Аспораат
- Ануар Аулад Абделькрім
- Набіль Аулад Аяд
- Артур Амбґроув

## Б
- Ґуґа Бауль
- Ґерман Беркієн
- Баренд Барендсе
- Блоєнд Мааґден
- Луї Барет
- Беґиджн ля Блю
- Ян Бевінґ
- Ернест Бевінґ
- Мартін Бійль
- Вінсент Бійло
- Ян Блаазер
- Тіл Беканд
- Наталі Бартман
- Плієн ван Беннеком
- Джелль де Бойль
- Вім де Біє
- Вальтер Беле

## В
- Кес ван Амстел
- Барт Ваннесте
- Натан Вегт
- Герман ван Веен
- Марк ван де Вердонк
- Ремко Велдґуїс
- Денніс ван де Вен
- Пітер Верелст
- Роель К. Вербурґ
- Жерар Вермеерш
- Брам Вермеулен
- Марсель Веррек
- Міке Верстрате
- Гус Верстрате-старший
- Руе Вервер
- Берт Вішер
- Тім Вістерін
- Дідерік ван Влейтен
- Пауль ван Вліт
- Яак де Воґт
- Коррі Вонк
- Джелль де Вріс
- Ремко Врійдаґ
- Мартін ван Ваарденберґ
- Вігго Ваас
- Флор ван дер Валь
- Гессель ван дер Вал
- Ян Яап ван дер Вал
- Філіп Волкейт
- Санне Волліс де Вріс
- Гвідо Веєрс
- Міха Вертгайм
- Стівен Вестмаас
- Доріне Вірсма
- Іво де Вейс
- Найджел Вільямс
- Абрагам де Вінтер
- Текс де Віт
- Дірк Вітте
- Пітер ван де Вітте
- Йерун Вое
- Мішель Вольф

## Г
- Пол Гаенен
- Філіп Гаєєрт
- Жак Галланд
- Джоссі Галланд
- Франс Галсема
- Мартін ван ден Гам
- Сімон Гаммельбурґ
- Сяак Гартоґ
- Пітер Геершоп
- Кікі Гесселс
- Юп ван те Гек
- Вім Гелсен
- Віллі ван Гемерт
- Суске Гендерікс
- Гелліген Гендрік
- Пем Геннінґ
- Маартен Генніс
- Аннемарі Генсельманс
- Ерік Герфст
- Тун Германс
- Дріс Гейнеман
- Бас Гоефлаак
- Геррі Гондіус
- Герт Госте
- Джордж ван Гаутс
- Марійке Говінґ
- Сієто Говінґ
- Марк-Марі Гюйбрегтс
- Бер Галсінґ
- Уут Галсінґ
- Пів Говлув

## Ґ
- Едсон де Ґраса
- Сет Ґаайкема
- Берт Ґабріельс
- Баво Ґалама
- Томас Ґаст
- Вінсент Ґірс
- Йонас Ґейрнаерт
- Філіп Ґубельс
- Ґілі
- Дженні Ґілліамс
- Карел Ґластра ван Лун
- Тім Ґодітіабуа
- Кім Ґедеґебуре
- Рональд Ґедемондт
- Йоган Ґуссенс
- Тійс Ґоверде
- Ренат Ґрассен
- Ренц Ґратама
- Тед Ґріффієн
- Річард Ґроенендейк
- Бодевіджн де Ґрут
- Пол Ґрут
- Еміліо Ґусман
- Хав'єр Ґусман

## Д
- Ганс Доррестейн
- Гінетт ван Донґен
- Карел Деклерк
- Кліке Доренбос
- Лодевейк Дібен
- Ленетт ван Донґен
- Луїс Девідс
- Марґріт Долман
- Пітер Деркс
- Піке Дассен
- Піт де Прайтер
- Ромен Деконінк
- Сітце Долстра
- Теї Долс
- Тон ван Дуйнговен
- Тейс ван Домбурґ
- Франс ван Дюсготен
- Йоеп ван Деудеком
- Андре ван Дуїн
- Ґвідо Депраетер
- Дірк Деноєль
- Дмітрій Десмітер
- Ерган Демірчі

## Є
- Гаррі Єккерс

## З
- Леон ван дер Занден
- Тім Зеґерс
- Сільвестр Званевельд
- Ерік ван Зауерс
- Івейн Зеґерс
- Ганс Зіббель
- Вім Зонневельд

## І
- Вім Ібо
- Адріан ван Іерланд
- Онно Іннемее

## Й
- Ерік Йоббен
- Ясперіна де Йонґ
- Пітер де Йонґ
- Пітер де Йонґ
- Фрік де Йонґ

## К
- Люк Каалс
- Кабарет Нар
- Руді Каррелл
- Вім Коенен
- Раф Коппенс
- Паульєн Корнелісс
- Лола Корнеро
- Тоні Корсарі
- Жюль де Корте
- Ган Кук
- Жерар Кокс
- Єва Крутцен
- Стіф Куйперс
- Бріджитт Каандорп
- Камаґурка]
- Роб Камфус
- Тім Кампс
- Варт Кампс
- Вім Кан
- Марнікс Капперс
- Ознур Карача
- Мартін Кардол
- Річард Кемпер
- Тійс Кемперінк
- Стефано Кайзерс
- Том де Кет
- Алекс Клаасен
- Ар'ян Клетон
- Рон Кліпштейн
- Жак Кльотерс
- Берт Клюндер
- Кітті Клюппелл
- Луїс Кокельманн
- Комміль Фу
- Говард Компро
- Мартін Конінґ
- Єрун ван Конінґсбрюґґе
- Ар'є Кумен
- Даніель Купманс
- Ламберт-Ян Купс
- Каспер ван Кутен
- Кес ван Кутен
- Луїза Кортальс
- Б'янка Крійґсман
- Ламберт Кріпс
- Сара Кроос
- Берт Круїсманс

## Л
- Каспер ван дер Лаан
- Нільс ван дер Лаан
- Ко де Лаат-старший
- Джекі Лафон
- Франс Ламоен
- Гюнтер Ламут
- Сес де Ланґе
- Сідоні Ван Ларебеке
- Том Лаш
- Патрік Лаурей
- Єрун Ліндерс
- Пол де Леув
- Стейн де Леуве
- Джоук ван Левен
- Ліз Лефевр
- Сільвія де Лер
- Ганс Ліберґ
- ЛіЛаЛо
- Стен Лімбурґ
- Роберт Лонґ
- Генрі ван Лун
- Ар'єн Люба
- Петер Люссе
- Віллі Люстенгаувер
- Томас ван Луйн

## М
- Тео Маассен
- Гестер Макрандер
- Леннаерт Маес
- Том Мандерс
- Андре Мануель
- Ф'єн де ла Мар
- Джетті Матурін
- Франс дю Ме
- Роб ван де Мееберґ
- Тіке ван дер Меєр
- Рубен ван дер Меєр
- Патрік Меєр
- Яап ван де Мерве
- Єрун ван Мервейк
- Ян Месдаг
- Рене ван Мерс
- Альберт Мол
- Сімке Моленаар
- Альфонс Мора
- Мерт Моссель
- Ерік ван Мюйсвінкель
- Франс Малдер
- Пауль де Маннік
- Йогем Маєр

## Н
- Рейндер ван дер Наалт
- Анна Нойтебум
- Рубен Ніколаї
- Пітер Ньовінт
- Ян Нонґоф
- Ролієн Нуман

## О
- Юстус ван Оел
- Йоеп Ондерделінден
- Мартін Остергуїс
- Сандер ван Опзееланд
- Ліза Остерманн
- Йоген Оттен

## П
- Drs P
- Джозеф Пандей
- Реєн Пандай
- Пітер Паннек
- Ернст ван дер Паш
- Дора Паулсен
- Стаф Перментьє
- Еллен Пітерс
- Жан-Луї Пісуїсс
- Алекс Плоеґ
- Катінка Польдерман
- Мачіл Помп
- Дік Пунс
- Стефан Поп
- Кес Прінс
- Кіс Пруїс

## Р
- Г'юґо Распоет
- Йорґен Райманн
- Рената Рейндерс
- Джо де Рейк
- Генк Рейккаерт
- Різа
- Маартен ван Роозендал
- Кор Руйс
- Йора Рінстра

## С
- Даніель Самкальден
- Френк Сандерс
- Мартін Сандіфорт
- Лівен Сгейр
- Роб Сгіперс
- Боббеджаан Сгепен
- Тінеке Сгаутен
- Фе Скіароне
- Тьє Сійберс
- Роланд Смінк
- Ар'ян Сміт
- Дідерік Сміт
- Рууд Смулдерс
- Рональд Снейдерс
- Джеффрі Спалбурґ
- Й.Х. Спінґофф
- Джек Спайкерман
- Лоуіке Стаал
- Робін Стівенс
- Війнанд Стамп
- Конні Стюарт

## Т
- Макс Тайлер
- Ганс Теувен
- Кірстен ван Тейн
- Аарт Терпстра
- Ян Тайс
- TohoeWabohoe
- Різа Тіссеранд
- Анна Ян Тунстра
- Сеппе Тореманс
- Кес Торн
- Хакім Трайдіа
- Андріс Тунру

## У
- Урбанус
- Роб Урґерт

## Ф
- Іна ван Фаассен
- Дара Файзі
- Вілл Ферді
- Ґерман Фінкерс
- Вільфрід Фінкерс
- Яап Фішер
- Ко Флауер
- Стелла Фонтейн
- Фабіан Френсіс
- Тім Франсен
- Мілу Френкен
- Неллі Фрайда

## Ц
- Крістель Цверс

## Ш
- Ельс де Шеппер
- Єнтл Шиман
- Мерин Шолтен
- Пепін Шоневельд
- Арманд Шреурс
- Оуен Шумахер
- Йоб Шурінґа
- Тон Шурінґа
- Софі Штайн

## Ю
- Пітер Юке

## Я
- Едуард Якобс
- Керрі Янсен
- Дольф Янсен
- Фонс Янсен
- Чарльз Янссенс